# (12130) Mousa
Pour les articles homonymes, voir Mousa.
(12130) Mousa est un astéroïde de la ceinture principale.

## Description
(12130) Mousa est un astéroïde de la ceinture principale. Il fut découvert le 9 septembre 1999 à Socorro (Nouveau-Mexique) par le projet LINEAR. Il présente une orbite caractérisée par un demi-grand axe de 2,64 UA, une excentricité de 0,11 et une inclinaison de 5,7° par rapport à l'écliptique.

## Compléments